# 387-я стрелковая дивизия
387-я стрелковая Перекопская дивизия — воинское соединение Вооружённых Сил СССР в Великой Отечественной войне

## История
Дивизия сформирована в конце августа 1941 года в городе Акмолинске из призывников Акмолинской и Карагандинской областей.
6 ноября 1941 года отбыла на фронт, включена в состав 61-й армии, дислоцировалась в районе Ряжск, Раненбург, Мичуринск.
Первый бой приняла 27 декабря 1941 года под селом Троицкое Ульяновского района Орловской области в ходе частной наступательных операций на болховском и орловском направлениях. В ходе операции в частности 20 января 1942 года заняла Кирейково и Ногая, 30 января 1942 завязала ожесточённый бой за Вязовую, Мал. Чернь.
В течение 1942 года вела оборонительные и наступательные бои южнее и юго-западнее Белёва, прикрывая калужское и тульское направления.
В ходе немецкой операции «Вирбельвинд» в районе Жиздры летом 1942 года попала в окружение, фактически была разгромлена. На момент выхода из окружения 15 августа 1942 года в дивизии насчитывалось всего 800 человек, а из боевой техники — три станковых пулемёта. Остальную технику пришлось оставить. Остатки дивизии были отведены в Пензенскую область, где дивизия была пополнена новым личным составом.
В декабре 1942 года дивизия была переброшена к Сталинграду, где совершив тяжёлый форсированный марш, пройдя от мест выгрузки до районов сосредоточения 200—280 километров, вышла к 19 декабря 1942 года на рубеж реки Мышкова, где приняла участие в отражении удара немецких войск, совершаемого с целью деблокады окружённой группировки, а 24.12.1942 года перешла в наступление.
В ходе Ростовской наступательной операции 13 февраля 1943 года приняла участие в освобождении Новочеркасска, дошла до рубежа реки Миус, где до августа 1943 года находилась в обороне.
С августа 1943 года принимает участие в Донбасской стратегической наступательной операции.
В сентябре 1943 года выведена в резерв, затем включена в состав 51-й армии. В её составе с 10 апреля 1944 года участвовала в Крымской наступательной операции, штурмуя Перекоп. Важную роль в наступлении армии сыграл десант усиленного стрелкового батальона 1271-го полка дивизии, высаженный в 5 часов 20 минут 10 апреля 1944 в районе 3 километров юго-западнее Кураевки. Этому десанту была поставлена задача форсировать Перекопский залив и не позднее 6 часов 10 апреля овладеть деревней Карт-Казак №1. Действия десанта были весьма энергичны, после высадки на берег он быстро овладел Карт-Казак №1 и вынудил противника очистить Кураевку, что во многом способствовало успешному наступлению.
7-9 мая 1944 года участвует в штурме Севастополя. По окончании боевых действий в Крыму находится на охране побережья в Крыму вплоть до апреля 1945 года.

## Состав
- 1271-й стрелковый полк
- 1273-й стрелковый полк
- 1275-й стрелковый полк
- 949-й артиллерийский полк
- 276-й отдельный истребительно-противотанковый дивизион
- 448-я отдельная разведывательная рота
- 666-й сапёрный батальон
- 837-й отдельный батальон связи
- 471-й медико-санитарный батальон
- 464-я отдельная рота химической защиты
- 501-я автотранспортная рота
- 253-я полевая хлебопекарня
- 809-й дивизионный ветеринарный лазарет
- 1418-я полевая почтовая станция
- 757-я полевая касса Госбанка

## Подчинение
| Дата            | Фронт (округ)                 | Армия                 | Корпус (группа)                    | Примечания |
| --------------- | ----------------------------- | --------------------- | ---------------------------------- | ---------- |
| 01.10.1941 года | Среднеазиатский военный округ |                       |                                    |            |
| 01.11.1941 года | Среднеазиатский военный округ |                       |                                    |            |
| 01.12.1941 года | Резерв Ставки ВГК             | 61-я армия            |                                    |            |
| 01.01.1942 года | Брянский фронт                | 61-я армия            |                                    |            |
| 01.02.1942 года | Западный фронт                | 61-я армия            |                                    |            |
| 01.03.1942 года | Западный фронт                | 61-я армия            |                                    |            |
| 01.04.1942 года | Западный фронт                | 61-я армия            |                                    |            |
| 01.05.1942 года | Брянский фронт                | 61-я армия            |                                    |            |
| 01.06.1942 года | Брянский фронт                | 61-я армия            |                                    |            |
| 01.07.1942 года | Западный фронт                | 61-я армия            |                                    |            |
| 01.08.1942 года | Западный фронт                | 61-я армия            |                                    |            |
| 01.09.1942 года | Западный фронт                |                       |                                    |            |
| 01.10.1942 года | Резерв Ставки ВГК             | 1-я резервная армия   |                                    |            |
| 01.11.1942 года | Резерв Ставки ВГК             | 1-я резервная армия   | 13-й гвардейский стрелковый корпус |            |
| 01.12.1942 года | Сталинградский фронт          | 2-я гвардейская армия | 13-й гвардейский стрелковый корпус |            |
| 01.01.1943 года | Южный фронт                   | 2-я гвардейская армия | 13-й гвардейский стрелковый корпус |            |
| 01.02.1943 года | Южный фронт                   | 2-я гвардейская армия | 13-й гвардейский стрелковый корпус |            |
| 01.03.1943 года | Южный фронт                   | 2-я гвардейская армия | 13-й гвардейский стрелковый корпус |            |
| 01.04.1943 года | Южный фронт                   | 2-я гвардейская армия | 13-й гвардейский стрелковый корпус |            |
| 01.05.1943 года | Южный фронт                   | 28-я армия            |                                    |            |
| 01.06.1943 года | Южный фронт                   | 44-я армия            | 37-й стрелковый корпус             |            |
| 01.07.1943 года | Южный фронт                   | 44-я армия            | 37-й стрелковый корпус             |            |
| 01.08.1943 года | Южный фронт                   | 28-я армия            |                                    |            |
| 01.09.1943 года | Южный фронт                   | 5-я ударная армия     |                                    |            |
| 01.10.1943 года | Резерв Ставки ВГК             | 58-я армия            | 94-й стрелковый корпус             |            |
| 01.11.1943 года | 4-й Украинский фронт          | 51-я армия            | 55-й стрелковый корпус             |            |
| 01.12.1943 года | 4-й Украинский фронт          | 51-я армия            | 55-й стрелковый корпус             |            |
| 01.01.1944 года | 4-й Украинский фронт          | 51-я армия            | 55-й стрелковый корпус             |            |
| 01.02.1944 года | 4-й Украинский фронт          | 51-я армия            | 55-й стрелковый корпус             |            |
| 01.03.1944 года | 4-й Украинский фронт          | 2-я гвардейская армия | 55-й стрелковый корпус             |            |
| 01.04.1944 года | 4-й Украинский фронт          | 2-я гвардейская армия | 54-й стрелковый корпус             |            |
| 01.05.1944 года | 4-й Украинский фронт          | 2-я гвардейская армия | 54-й стрелковый корпус             |            |
| 01.06.1944 года | -                             | Приморская армия      | 55-й стрелковый корпус             |            |
| 01.07.1944 года | -                             | Приморская армия      | 55-й стрелковый корпус             |            |
| 01.08.1944 года | -                             | Приморская армия      | 55-й стрелковый корпус             |            |
| 01.09.1944 года | -                             | Приморская армия      | 55-й стрелковый корпус             |            |
| 01.10.1944 года | -                             | Приморская армия      | 55-й стрелковый корпус             |            |
| 01.11.1944 года | -                             | Приморская армия      | -                                  |            |
| 01.12.1944 года | -                             | Приморская армия      | -                                  |            |
| 01.01.1945 года | -                             | Приморская армия      | -                                  |            |
| 01.02.1945 года | -                             | Приморская армия      | -                                  |            |
| 01.03.1945 года | -                             | Приморская армия      | -                                  |            |
| 01.04.1945 года | 2-й Украинский фронт          |                       |                                    |            |
| 01.05.1945 года | 2-й Украинский фронт          |                       |                                    |            |

## Командиры
- Сущенко, Максим Андреевич (01.09.1941 — 28.05.1942), полковник
- Кулижский, Пётр Иванович (29.05.1942 — 22.10.1942), полковник
- Макарьев, Александр Константинович (23.10.1942 — 29.06.1943), полковник
- Крымов, Маргазиан Галлиулович (30.06.1943 — 30.08.1943), полковник
- Рослов, Александр Петрович (03.09.1943 — 12.12.1943), полковник
- Ковалевский, Антоний Августович (13.12.1943 — 17.08.1944), полковник
- Барахтанов, Семён Николаевич (18.08.1944 — 11.05.1945), полковник

## Награды и почётные наименования
- 24.04. 1944 года присвоено почётное наименование «Перекопская» — за прорыв сильно укрепленной обороны противника на Перекопском перешейке и овладение городом Армянск (приказ ВГК № 0102).

## Воины дивизии
- Дибров, Филипп Давыдович, командир усиленного стрелкового батальона 1271-го полка. Герой Советского Союза. Награждён 24.05.1945 года за командование десантом на Перекопе.